# Совхозний (Первомайський район)
Совхо́зний (рос. Совхозный) — селище у складі Первомайського району Томської області, Росія. Входить до складу Улу-Юльського сільського поселення.

## Населення
Населення — 8 осіб (2010; 9 у 2002).
Національний склад (станом на 2002 рік):
- росіяни — 89 %